# 후지이 다카시
후지이 다카시(일본어: 藤井 貴, 1986년 4월 28일 ~ )는 일본의 전 축구 선수이다.

## 구단 경력
과거 주빌로 이와타, 에히메 FC, 블라우블리츠 아키타, FC 류큐에서 활동하였다.